# Vitor Reis
Vitor de Oliveira Nunes dos Reis (* 12. Januar 2006 in São José dos Campos) ist ein brasilianischer Fußballspieler. Der Verteidiger steht seit 2025 als Leihspieler des englischen Premier-League-Vereins Manchester City beim FC Girona unter Vertrag und ist brasilianischer Jugendnationalspieler.

## Karriere

### Verein
Reis begann seine Karriere an der R10 Academy in São José dos Campos, die von Robinho geleitet wurde, bevor er 2016 im Alter von zehn Jahren der Akademie von Palmeiras São Paulo beitrat.
Am 11. Oktober 2023 wurde Reis von der englischen Zeitung The Guardian neben seinen damaligen Palmeiras-Mannschaftskollegen Endrick und Luis Guilherme zu einem der besten Spieler des Jahrgangs 2006 weltweit gekürt. Er spielte für die U20-Mannschaft von Palmeiras São Paulo bei der Copa São Paulo de Futebol Júnior 2024, bevor er im Mai 2024 mit der A-Mannschaft trainierte.
Reis gab am 26. Juni 2024 sein Debüt für die A-Mannschaft in der Série A, als er in der zweiten Halbzeit bei einer 0:3-Auswärtsniederlage gegen Fortaleza für Murilo Cerqueira eingewechselt wurde. Am 1. Juli erzielte er sein erstes Tor bei seinem allerersten Spiel seiner Karriere als Spieler der ersten Mannschaft, als er das zweite Tor seiner Mannschaft beim 2:0-Heimsieg gegen den Rivalen Corinthians erzielte. Er etablierte sich als Stammspieler und steuerte im Laufe des Jahres in 22 Einsätzen ein weiteres Tor bei.
Am 21. Januar 2025 wechselte Reis für eine Ablösesumme von 35 Millionen Euro zum Premier-League-Verein Manchester City und unterschrieb dort einen Viereinhalbjahresvertrag bis 2029. Bis zum Ende der Saison konnte er vier sporadische Einsätze für die Cityzens verzeichnen, davon zwei im FA Cup und einen während der FIFA-Klub-Weltmeisterschaft.
Im August 2025 verlieh Manchester City Reis für eine Saison an den katalanischen Partnerverein FC Girona.

### Nationalmannschaft
Reis vertrat Brasilien bei der U16-Nationalmannschaft und nahm am Turnier von Montaigu 2022 teil. Im Oktober 2022 wurde er in die U17-Nationalmannschaft im darauffolgenden Monat für die Freundschaftsspiele gegen Chile und Paraguay berufen.

## Auszeichnungen
- Mannschaft des Jahres der Troféu Mesa Redonda: 2024